# ژان-بتیست-کامی کورو

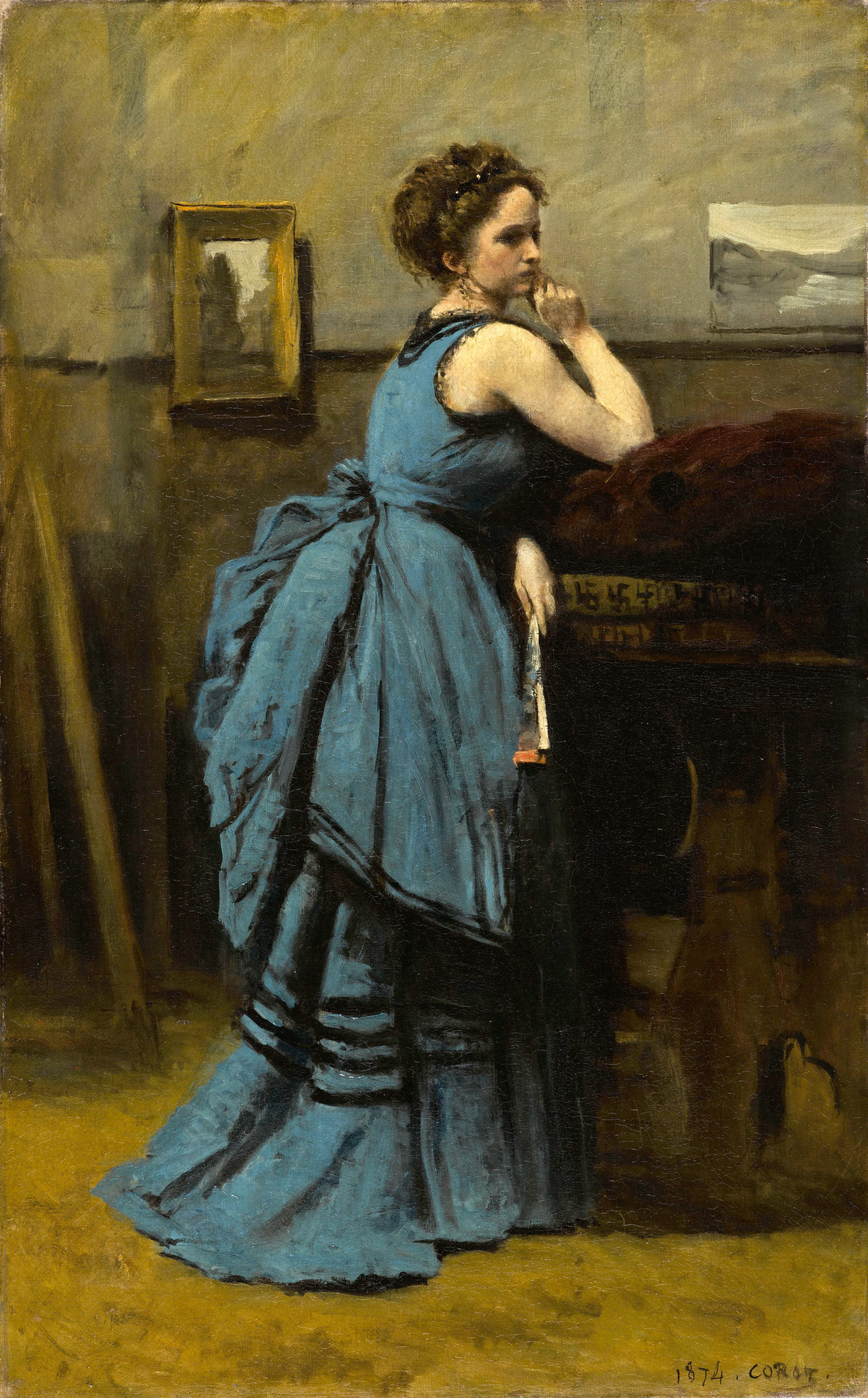
زنی با لباس آبی، نام اثری است از ژان-بتیست-کامی کورو. اثر احتمالاً یکی از دوستان دختر نقاش را در کارگاهش به‌تصویر کشیده‌باشد. این اثر اکنون در مالکیت موزه لوور قرار دارد.

ژان-بتیست-کامی کورو (فرانسوی: Jean-Baptiste-Camille Corot‎; ۱۶ ژوئیهٔ ۱۷۹۶ – ۲۲ فوریهٔ ۱۸۷۵) یک نقاش اهل فرانسه بود.
وی همچنین برنده جوایزی همچون لژیون دونور (شوالیه) و لژیون دونور (افسر) شده است.
تمایلات واقع گرایی و رمانتیک را در اثارش می‌توان دید
کورو نقاشی بود که همیشه از طرح و اشکال استادانش پیروی می‌کرد و از چارچوب قواعد آن خارج نمی‌شد اما پیروی از این قواعد تا سال ۱۸۴۳ ادامه داشت و بعد از آن او به مکتب بار بیزون گرائید.
بیشتر رنگ‌هایی که این نقاش چیره‌دست در نقاشی‌هایش از آن استفاده می‌کرد رنگ سبز، خاکستری و قهوه ای بود. نقاشی‌های او بیشتر انعکاسی از طبیعت و در سبک تونالیسم بود.

## نگارخانه

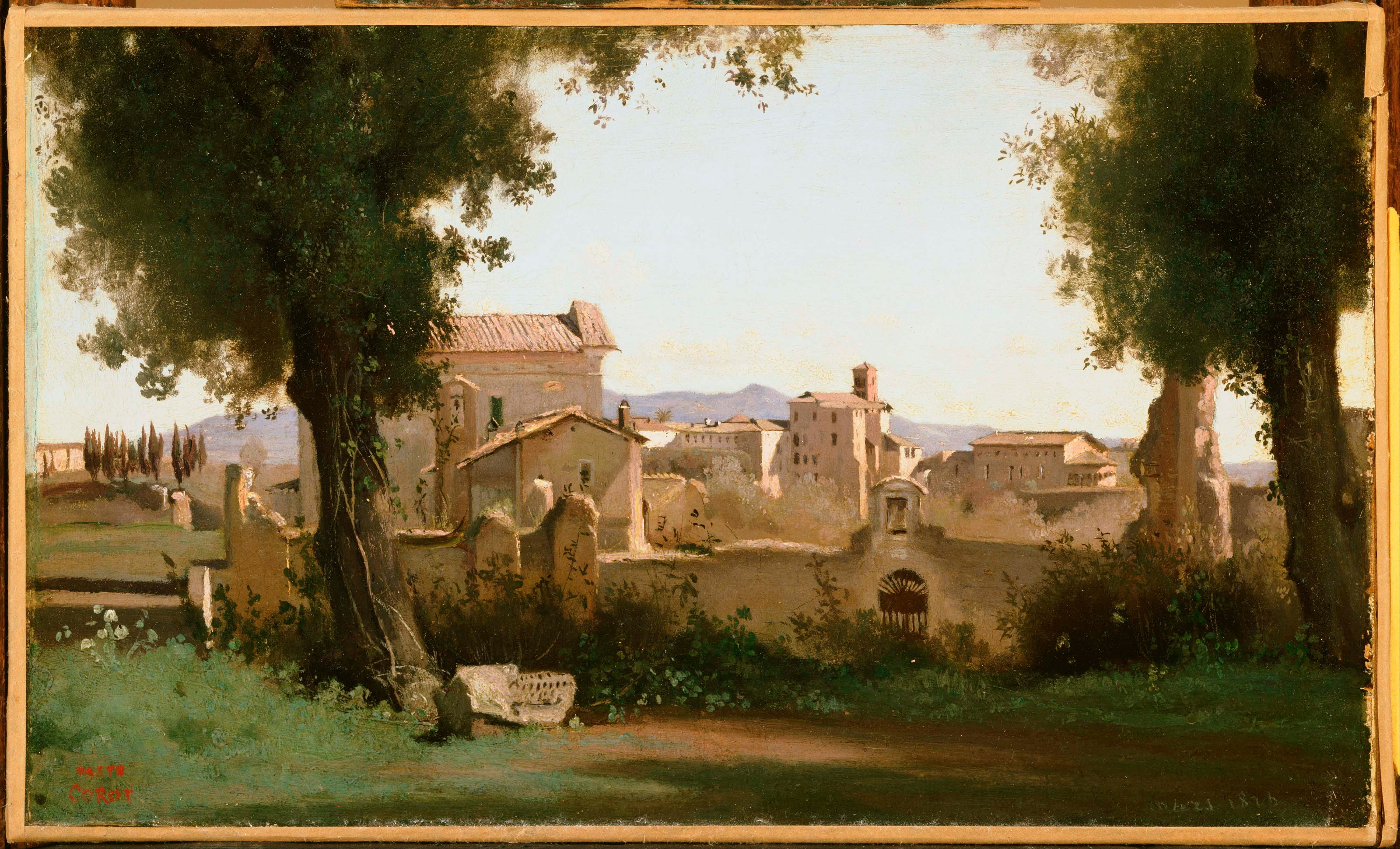
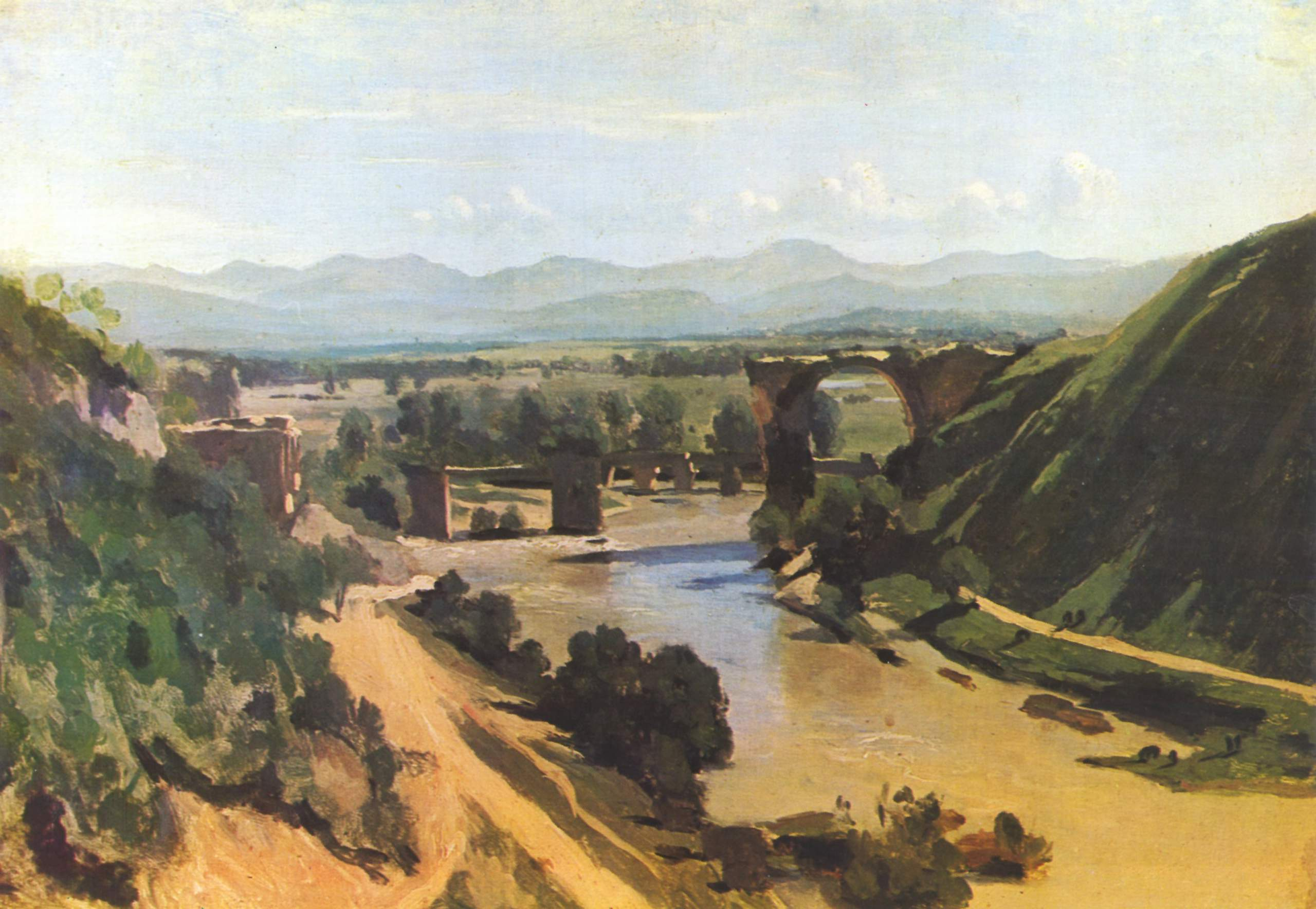
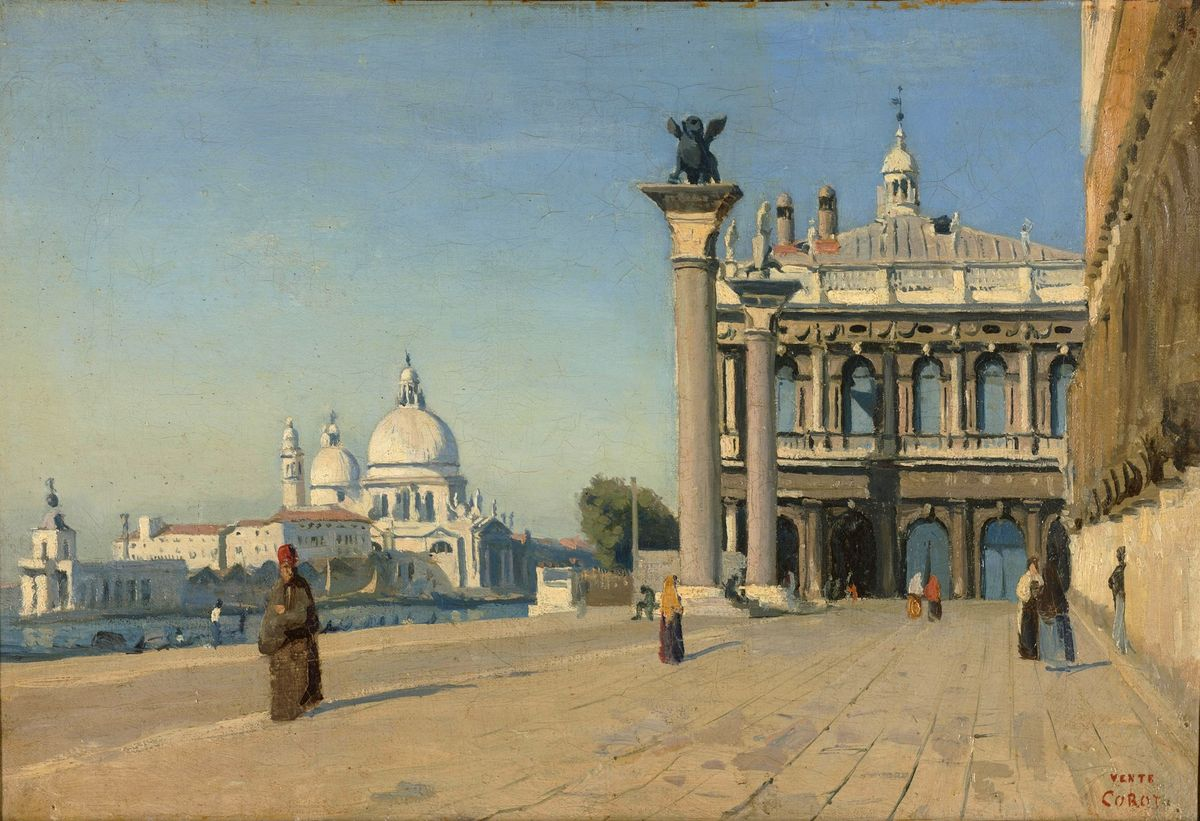
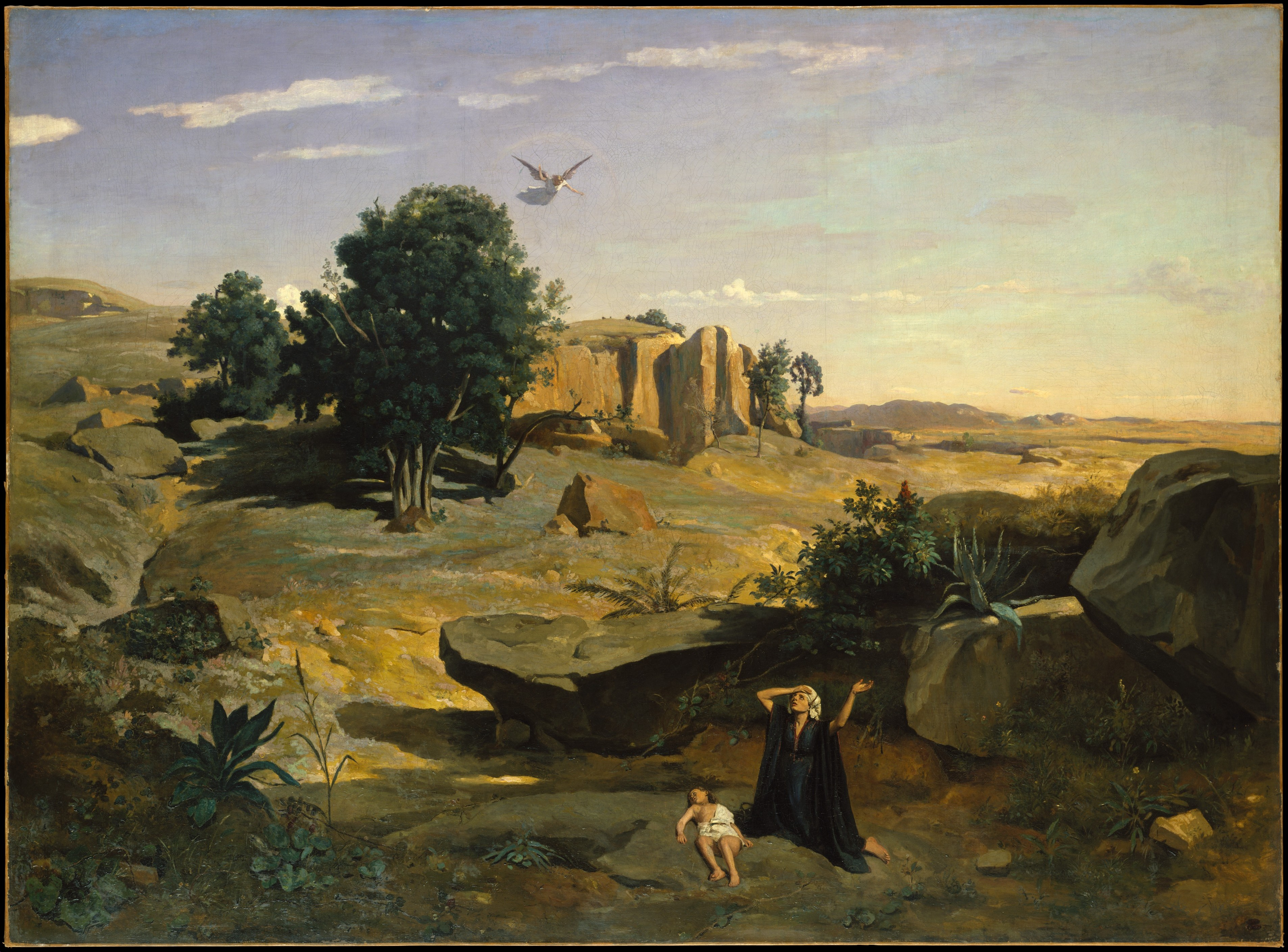
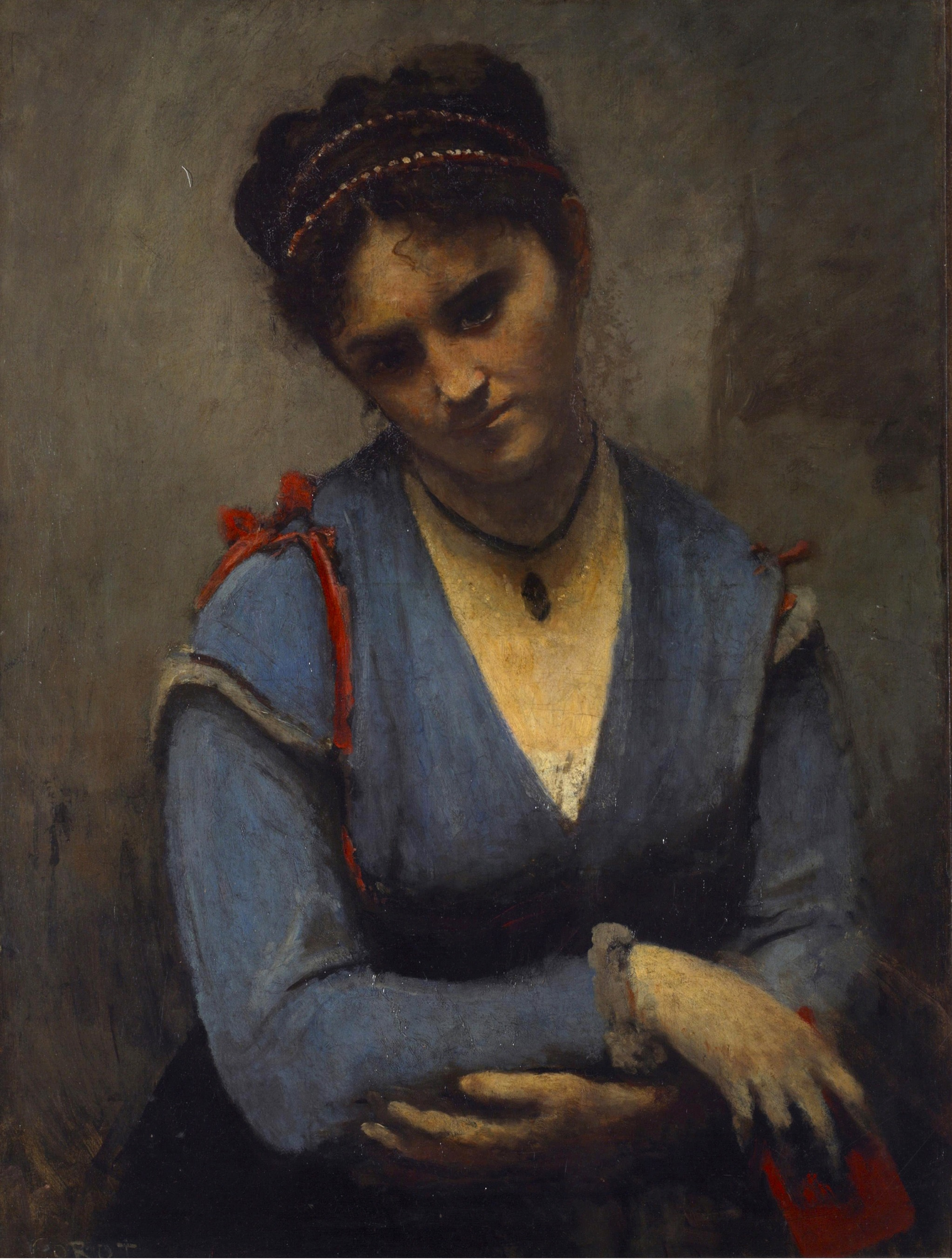
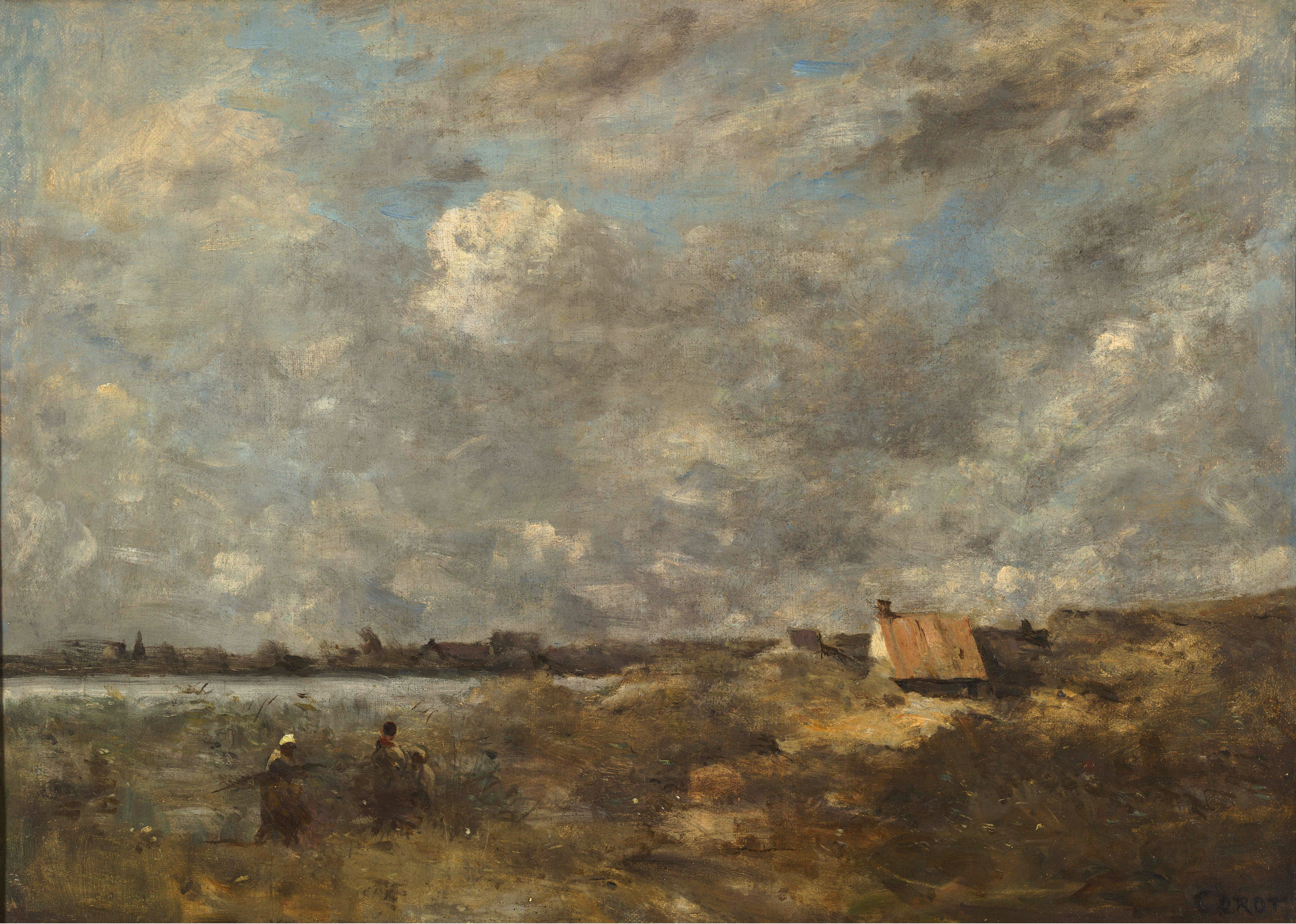
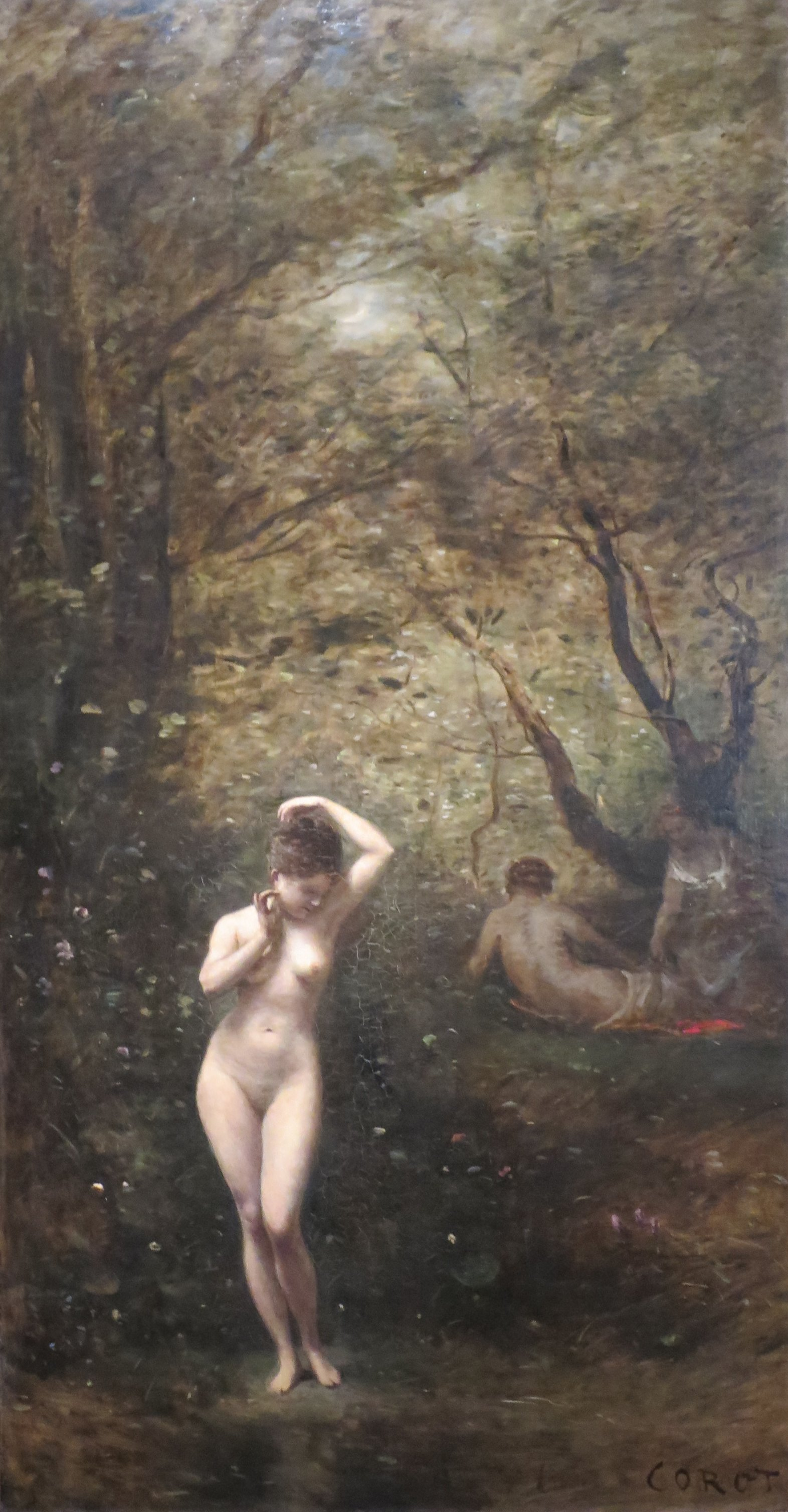
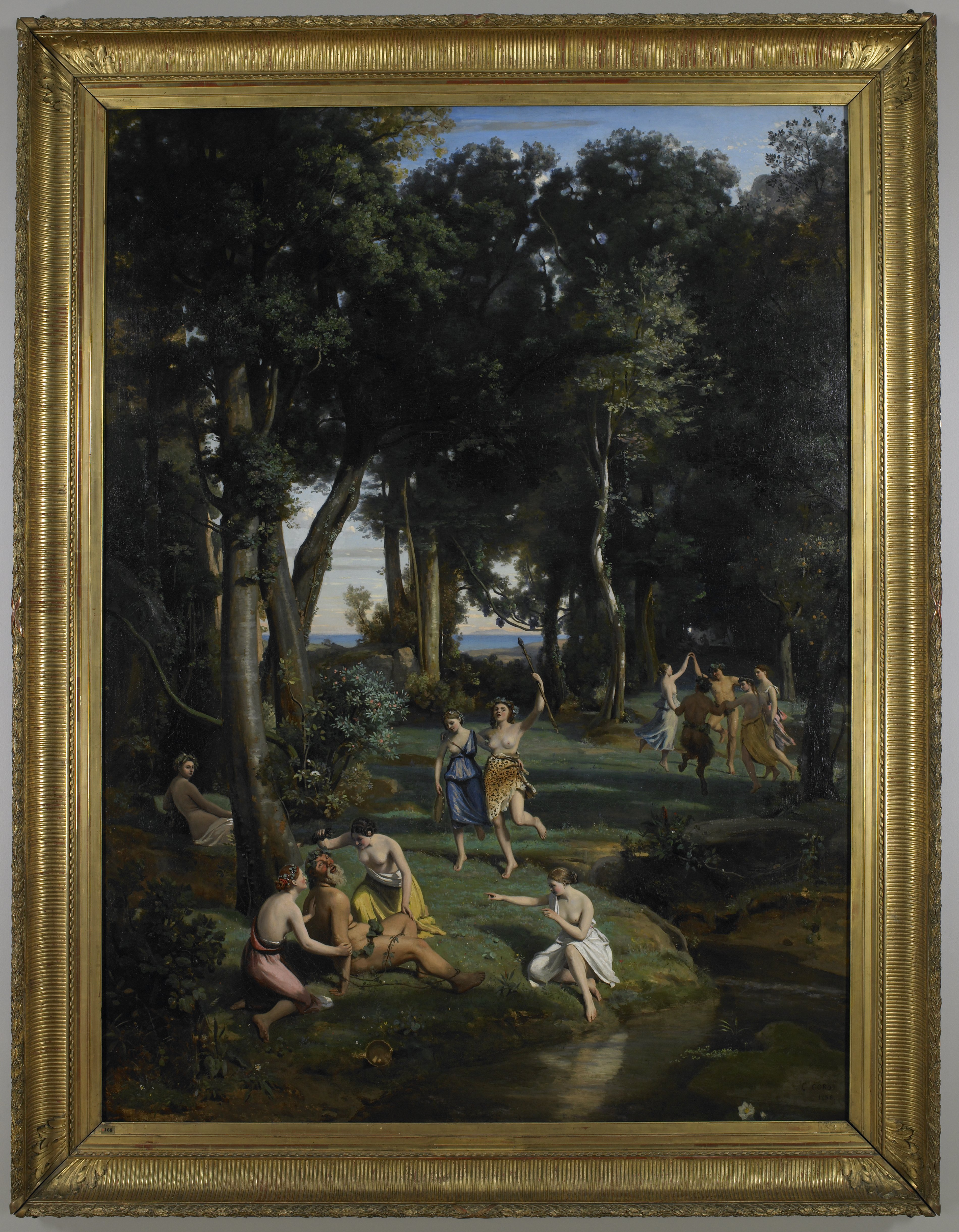
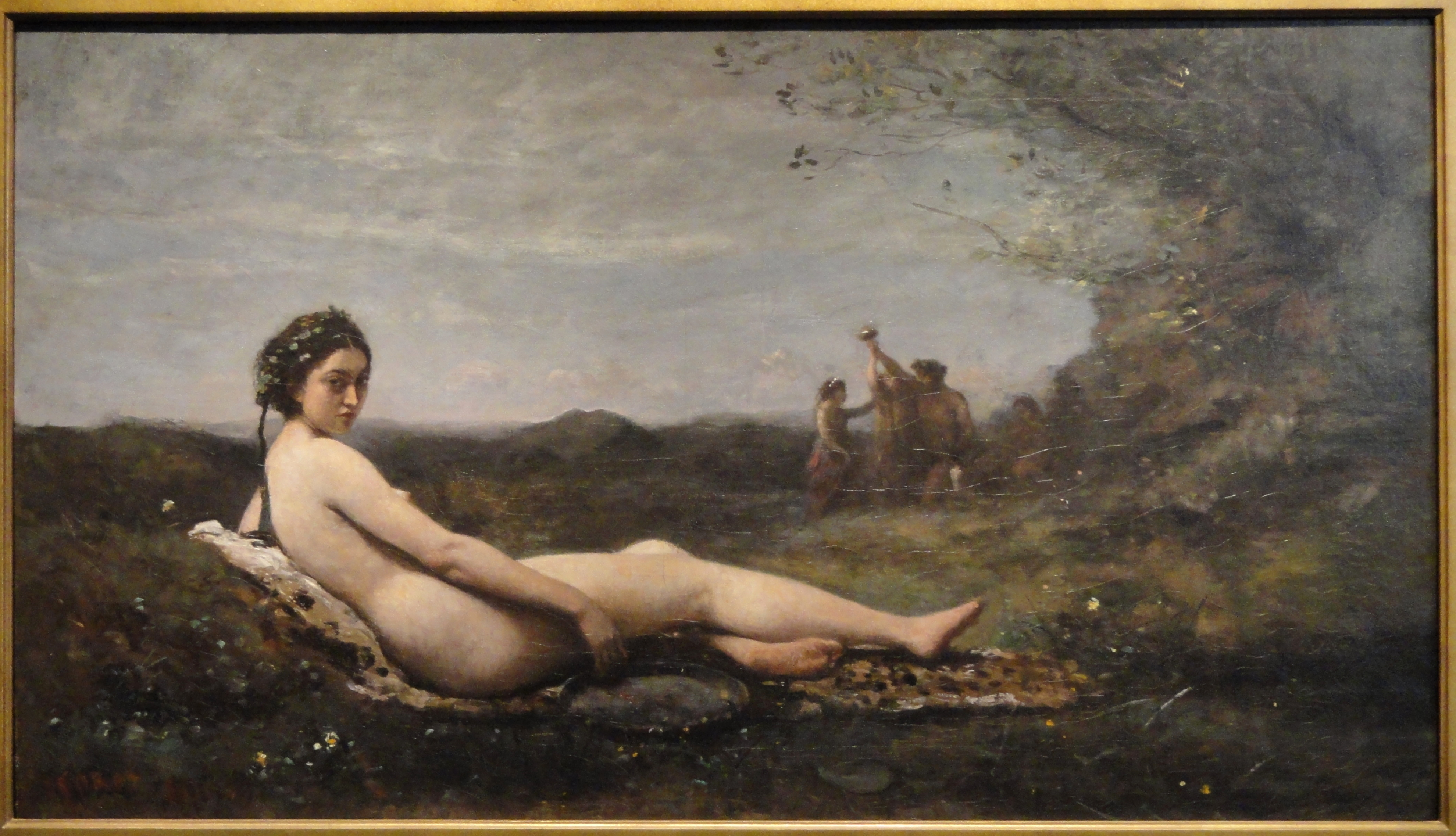
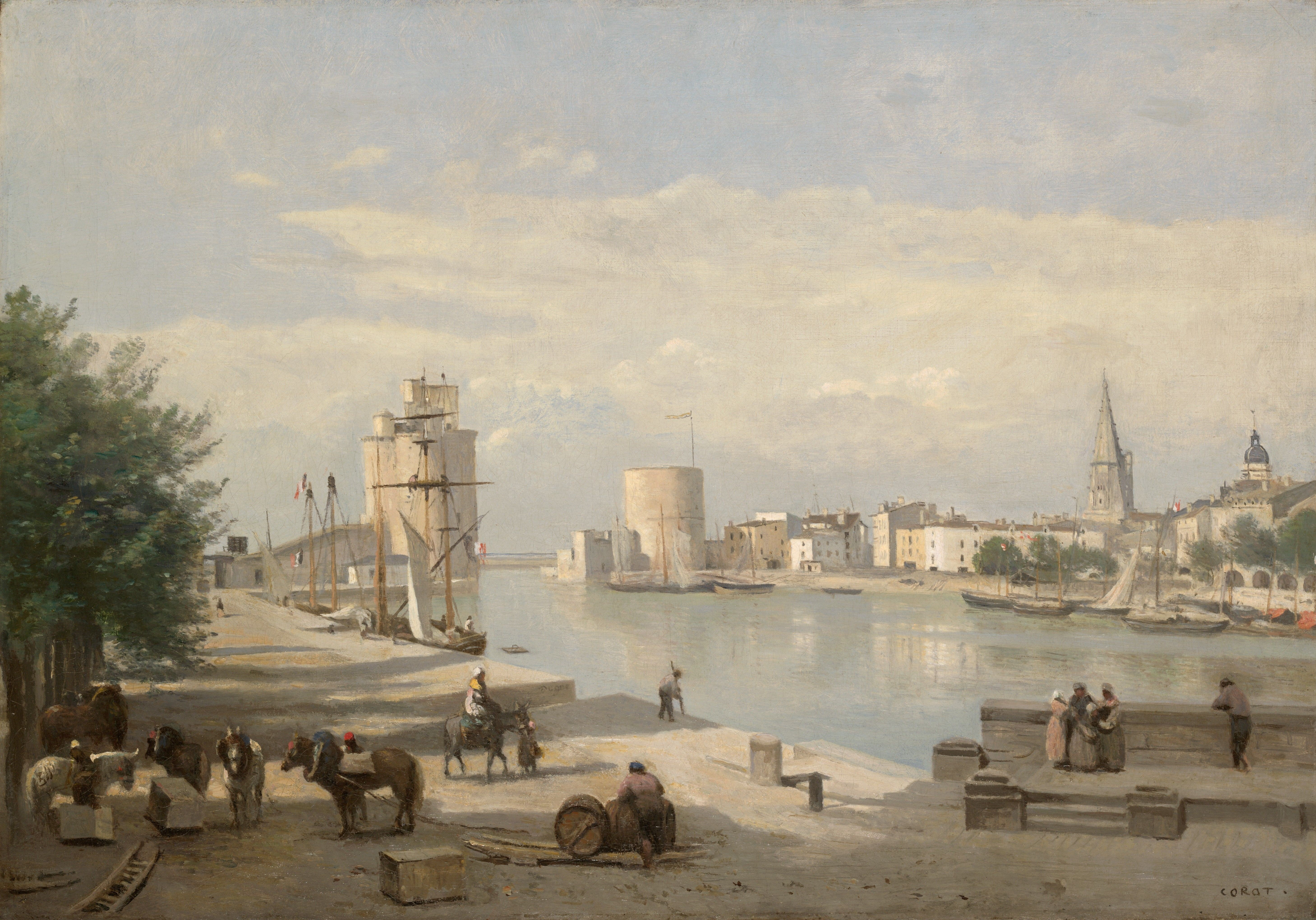
بندرگاه لاروشل